# Habanera

Habanera uit de opera Carmen

De Habanera is een op Afrikaanse ritmepatronen gebaseerde muziekstijl en dans die rond 1830 ontstaan is in de Cubaanse hoofdstad Havana (in het Spaans La Habana). Van daaruit heeft hij heel de wereld veroverd, in het bijzonder Argentinië (tango).
De heel bekende habanera's zijn van de Spaanse Bask Sebastián Iradier (1809-1865):
- La Paloma gecomponeerd rond 1860. Elvis Presley heeft het gezongen met de titel No more, en Mireille Mathieu als La paloma Adieu
- El Arreglito, geïnterpreteerd in 1863 door de sopraan Mila Traveli in het Keizerlijk Italiaans theater van Parijs. In 1875 heeft Georges Bizet muziek gemaakt die op deze habanera past voor zijn opera Carmen. De aria heet naar de beginwoorden: L'amour est un oiseau rebelle (De liefde is een rebelse vogel).